# Törpe hutia
A törpe hutia (Mesocapromys nanus) az emlősök (Mammalia) osztályának a rágcsálók (Rodentia) rendjébe, ezen belül a hutiák (Capromyidae) családjába tartozó Mesocapromys nem egyik faja.

## Előfordulása, élőhelye
A faj a kubai Zapata-mocsárban található meg. Utoljára bizonyítottan 1937-ben látták. Az utóbbi időben talált nyomok és ürülék arra utal, hogy a faj egyes elszigetelt alpopulációi még mindig fennmaradtak.

## Megjelenése
Viszonylag széles kerek feje van. Szemei kicsik, farka rövid és lekerekített.

## Hanyatlása
Megfogyatkozásának oka élőhelyének elvesztése a mezőgazdasági tevékenység miatt – beleértve a faszén céljára kivágott erdőket – továbbá a betelepített ragadozó mongúzokat.

### Fordítás
Ez a szócikk részben vagy egészben  a   Dwarf Hutia című angol Wikipédia-szócikk ezen változatának fordításán alapul.  Az eredeti cikk szerkesztőit annak laptörténete sorolja fel. Ez a jelzés csupán a megfogalmazás eredetét és a szerzői jogokat jelzi, nem szolgál a cikkben szereplő információk forrásmegjelöléseként.